# Elżbieta Tabakowska
Elżbieta Muskat-Tabakowska (ur. 18 marca 1942) – polska filolożka, emerytowana profesor, założycielka i kierowniczka (2002–2012) Katedry UNESCO do Badań nad Przekładem i Komunikacją Międzykulturową na Uniwersytecie Jagiellońskim w Krakowie (obecnie Katedra Przekładoznawstwa UJ). Anglistka, zajmuje się językoznawstwem kognitywnym oraz teorią przekładu. Członkini Collegium Invisibile. Tłumaczka książek Normana Daviesa.

## Twórczość

### Tłumaczenia książek Normana Daviesa
- Boże igrzysko. Historia Polski, Znak, 1996.
- Europa. Rozprawa historyka z historią, Znak, 1998.
- Wyspy. Historia, Znak, 2003.
- Powstanie ’44, Znak, 2004.
- Europa walczy 1939-1945. Nie takie proste zwycięstwo, Znak, 2008.
- Zaginione królestwa, Znak, 2010.

### Jako autor
- Gramatyka i obrazowanie. Wprowadzenie do językoznawstwa kognitywnego, PAN – Oddział w Krakowie, 1995.
- O przekładzie na przykładzie. Rozprawa tłumacza z Europą Normana Daviesa, Znak, 1999, ISBN 83-7006-814-6.
- Kognitywizm po polsku – wczoraj i dziś, Universitas, 2004.
- Językoznawstwo kognitywne a poetyka przekładu, Universitas, 2004, ISBN 83-7052-567-9.
- Tłumacząc się z tłumaczenia, Znak, 2009, ISBN 978-83-240-1223-7.

### Jako redaktor
- Kognitywne podstawy języka i językoznawstwa, Universitas, 2001.

## Nagrody
Laureatka nagrody Krakowska Książka Miesiąca za książkę poetycką Nie-pełna pustka (marzec 2017).